# Jesiden in Deutschland
Der Artikel Jesiden in Deutschland behandelt die Geschichte und soziale Situation der nach Deutschland eingewanderten Jesiden. Jesiden kamen zuerst in größeren Gruppen in den 1960er Jahren im Rahmen der Anwerbung türkischer Arbeitskräfte nach Deutschland. Ihre Verfolgung und Unterdrückung als ethnisch-religiöse Minderheit, die von vielen als angebliche Teufelsanbeter diffamiert wird, führte ab den 1980er Jahren zu einer großen Fluchtwelle aus der Türkei, dem Irak und aus Syrien. Jesiden sind vor allem in den Bundesländern Niedersachsen und Nordrhein-Westfalen vertreten. Die Anzahl der Jesiden in Deutschland wird auf 100.000 bis 200.000 geschätzt, aber mangels einer amtlichen Statistik ist eine genauere Angabe nicht möglich. In der europäischen Diaspora haben sich ihre religiösen und sozialen Normen zum Teil gewandelt.

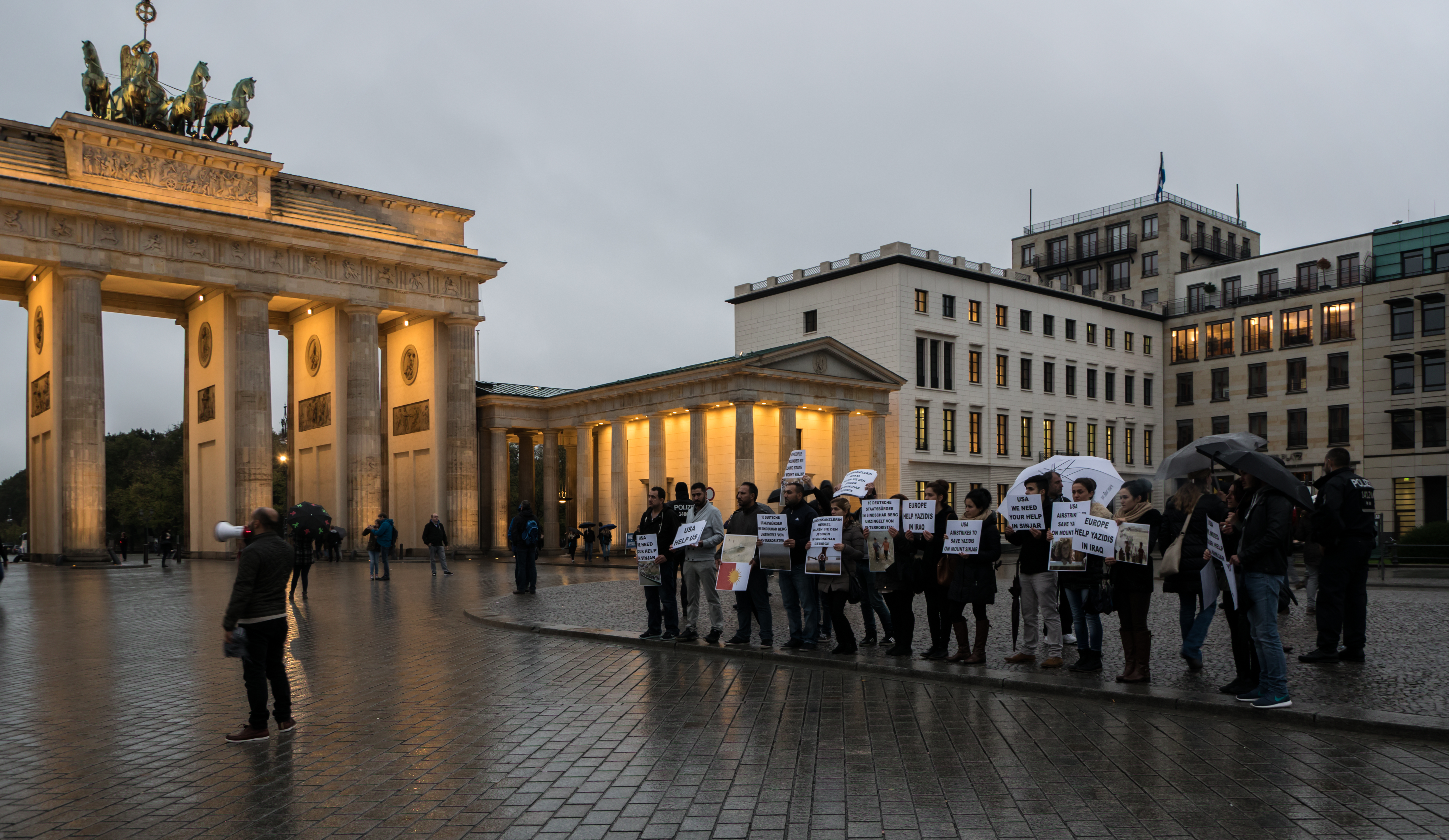
Demonstration von Jesiden vor der US-Botschaft in Berlin am 22. Oktober 2014; in Washington empfing das US-Außenministerium auch jesidische Vertreter aus Deutschland.

## Geschichte der Einwanderung

### Einwanderung aus der Türkei
Durch die Anwerbepolitik der Bundesrepublik Deutschland konnte eine Vielzahl der türkischen Jesiden Anfang 1964 als Gastarbeiter aus der Türkei in die Bundesrepublik einwandern. Um einreisen zu können, mussten die Gastarbeiter vollkommen gesund und alphabetisiert sein. So waren es zunächst hauptsächlich junge Männer, die entweder eine fünfjährige Schulbildung absolviert hatten oder während ihres Militärdienstes halbwegs Lesen und Schreiben gelernt hatten. Wahrscheinlich führten wirtschaftliche Interessen die ersten Jesiden nach Deutschland. Erst nach einem Anwerbestopp für Gastarbeiter am 23. November 1973 durch die Bundesregierung kamen weitere Jesiden durch die Familienzusammenführung oder über das Asylverfahren nach Deutschland. Nach dem dritten Militärputsch in der Türkei von 1980 trieb zunehmende Unterdrückung Jesiden zur Flucht nach Deutschland.
Die ersten Jesiden aus der Türkei arbeiteten in ihrer Heimat hauptsächlich in der Landwirtschaft. Generell stammten die meisten Jesiden aus sehr einfachen sozialen Verhältnissen und waren nicht sehr gebildet. Die jesidischen Mädchen und Frauen waren überwiegend Analphabetinnen, weil ihre Familien, aus Angst vor Belästigungen oder Entführungen, sie nicht zur Schule schickten. Daher wies die erste Generation bis Ende der 1980er Jahre noch ein sehr niedriges Bildungsniveau auf. Erst mit der zweiten Generation wurden die Bildungsmöglichkeiten in Deutschland auch von Jesiden genutzt. Für den Großteil der in Deutschland lebenden Jesiden ist eine qualifizierte Ausbildung ihrer Kinder heute sehr wichtig, weil sie ihnen unter anderem eine Integration in die deutsche Gesellschaft sowie Zugang zum deutschen Arbeitsmarkt ermöglicht.

### Einwanderung aus Syrien
Syrische Jesiden bilden die zweitgrößte Gruppe der in Deutschland lebenden Jesiden. Ihre Einwanderung erfolgte vor allem im Zeitraum zwischen 1980 und 1990. In Syrien, wo sie hauptsächlich in Afrin und in der Provinz al-Hasaka angesiedelt waren, wurden sie nicht als religiöse Gemeinschaft anerkannt. Bei einer Volkszählung 1962 in al-Hasaka wurde 120.000 Kurden, darunter Sunniten und Jesiden, die syrische Staatsbürgerschaft entzogen; sie wurden zu Ausländern erklärt. Bis 2006 waren mehr als 300.000 Kurden staatenlos.
Nach Halil Savucu, dem Gründungsmitglied des Zentralrates der Yeziden in Deutschland (ZYD), wurden ihnen bestimmte Rechte wie das Wahlrecht, Besitz- und Eigentumsrechte oder das Recht auf Ausreise vorenthalten. Zudem schreibt er, dass jesidische Kinder, im Gegensatz zu christlichen Schülern, zum Islamunterricht an Schulen gezwungen wurden.

### Einwanderung aus dem Irak

#### Saddam Hussein
Im Irak erlitten Jesiden durch das Baath-Regime unter Saddam Hussein in den 1970er Jahren zunehmende Unterdrückung und Diskriminierung. Das Ziel des damaligen Diktators war es, alle Jesiden und Kurden im Irak zwangsweise zu arabisieren. Während der Anfal-Operation gegen die Kurden wurden viele Jesiden aus ihren Dörfern zwangsvertrieben und in Camps umgesiedelt. In den späten 1980er und frühen 1990er Jahren flohen viele Jesiden nach Europa.

#### Nach dem Ende des Baath-Regimes
Im Gegensatz zur Türkei oder Syrien erkennt der Irak auf dem Papier das Jesidentum an. Seit 2007 allerdings fordern einige konservative Islamgelehrte (ʿUlamā') den Kampf gegen die „ungläubigen“ Jesiden. 2007 wurden in den Dörfern Til Ezer und Siba Scheich Khidir im Nordirak ca. 500 Jesiden von islamischen Fundamentalisten getötet.
Besonders nach dem zweiten Irakkrieg im Jahr 2003 und ab 2009 flohen vermehrt Jesiden aus dem Irak nach Deutschland. Aber vor allem nach Ausbruch des syrischen Bürgerkriegs 2011 sowie dem Völkermord an den Jesiden durch die Terrororganisation des Islamischen Staates vom 3. August 2014 stieg die Zahl der Jesiden in Deutschland.

### Einwanderung aus anderen Ländern
Nach dem Zerfall der Sowjetunion 1991 siedelten auch Jesiden aus den ehemaligen GUS-Staaten Armenien und Georgien sowie Russland und Ukraine in die Bundesrepublik um.

### Anerkennung und asylrechtliche Einordnung in Deutschland
1982 erwirkte der mit den Gegebenheiten vor Ort vertraute Orientalist Gernot Wießner der Universität Göttingen mit einem Gutachten beim Verwaltungsgericht Stade die asylrechtliche Anerkennung der Jesiden als Flüchtlinge. 1993 hat sich dieser Status vor dem Oberverwaltungsgericht Lüneburg allgemein durchgesetzt, nachdem bereits am 30. Juni 1992 das deutsche Bundesverfassungsgericht entschieden hatte, den Jesiden dauerhaft Asyl zu gewähren. Allerdings hatte dieses Urteil nur für diejenigen Asylverfahren Auswirkungen, die zum Zeitpunkt des Urteils noch nicht rechtskräftig abgeschlossen waren.
1989 bereitete auf politischer Ebene Herbert Schnoor als Innenminister des Landes Nordrhein-Westfalen den Weg für ein Bleiberecht der Jesiden. Er war zuvor in die Türkei gereist, um sich persönlich von der Unterdrückung und Diskriminierung der Jesiden zu überzeugen. Auch die Gesellschaft für bedrohte Völker, bei der Wießner Beiratsmitglied war, hat sich als Menschenrechtsorganisation für die Jesiden eingesetzt.
Seit den 1990er Jahren gelten Jesiden in Deutschland wegen ihrer Religion als gruppenverfolgt und sind daher asylrechtlich anerkannt. Bis vor Ausbruch des syrischen Bürgerkrieges verfügten syrische Jesiden nur über eine Duldung, die keinen rechtlich legalen Aufenthaltsstatus darstellte.
Aufgrund der politischen Situation und der Gefahr durch den Islamischen Staat im Irak werden Jesiden aktuell nicht aus der Bundesrepublik abgeschoben.
Im Januar 2023 hat der Deutsche Bundestag den Völkermord an den Jesiden von 2014 anerkannt.
Im August 2024 forderten die Jesiden eine kulturelle Anerkennung in Deutschland ein, die ihren Ausdruck in Schulen, Universitäten und Erinnerungsorten finden solle. Jesidische Kinder und Jugendliche würden an Schulen nach einem im Nahen Osten existierenden Vorurteil als „Teufelsanbeter“ beschimpft und Lehrkräfte griffen nicht ein, kritisierte der Vorsitzende vom Zentralrat der Êzîden in Deutschland (ZÊD), Irfan Ortac. Die Bundesrepublik habe gegenüber den rund 250.000 in Deutschland lebenden Jesiden eine Verantwortung, denn an den Mordtaten des IS hätten sich rund 1400 deutsche Staatsangehörige beteiligt. Neben einer Gedenkstätte sollten Bildungseinrichtungen über das Jesidentum informieren und gegen Diskriminierung vorgehen. Untere anderem sollten sich auch Hochschulen mit der jesidischen Kultur, Religion und dem Genozid befassen.

## Anzahl und Verbreitung
Über die genaue Anzahl der in Deutschland lebenden Jesiden gibt es keine gesicherten Informationen. Der Zentralrat der Êzîden in Deutschland (ZÊD) schätzt ihre Zahl auf 190.000, der Politikwissenschaftler und ZÊD-Gründungsvorsitzende Irfan Ortac gibt sie mit 200.000 an. Der Religionswissenschaftliche Medien- und Informationsdienst (REMID) gibt ihre Anzahl seit 2015 unverändert mit etwa 100.000 Jesiden an, weist aber darauf hin, dass ihre Anzahl durch Einwanderung inzwischen zugenommen hat und nach Selbsteinschätzung der Jesiden höher liegt.
Die Jesiden haben sich vor allem im südlichen Niedersachsen und im nördlichen Nordrhein-Westfalen niedergelassen. Sie bilden in dieser Region häufig größere Gemeinden, so in Bad Zwischenahn, Hannover, Oldenburg, Kalkar, Celle, Landkreis Celle, Bielefeld, Halle (Westf.), Wilhelmshaven, Emmerich am Rhein, Rees, Köln und Kleve und zunehmend in Mecklenburg-Vorpommern. Aber auch in Gießen, Frankfurt am Main, Berlin und im süddeutschen Raum leben Jesiden.

## Jesidische Gemeinden und Vereinigungen

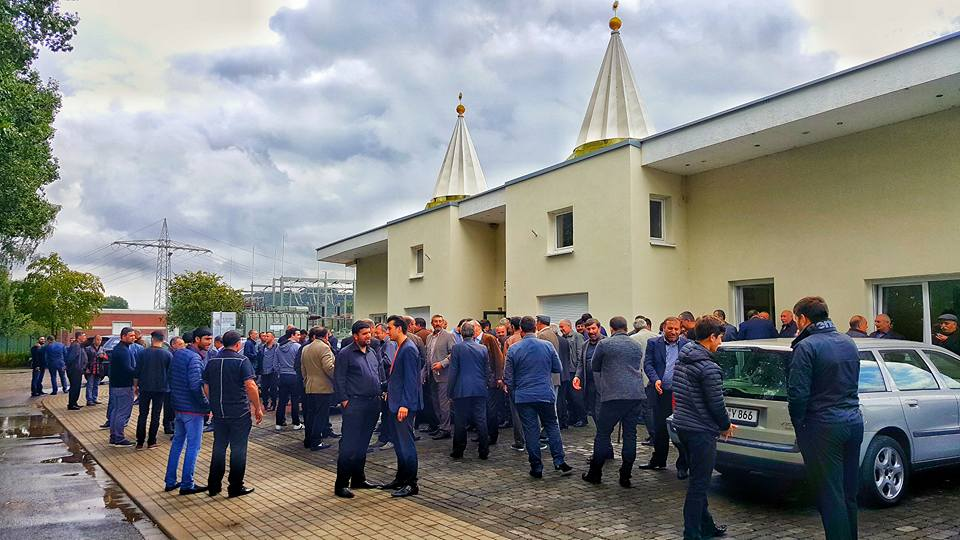
Jesiden-Gemeinde vor dem Gemeindehaus / der Begegnungsstätte „Mala Ezdaî“ in Kalkar (Verein der Eziden am unteren Niederrhein e.V.)

Anfang der 1990er Jahre gründeten die Jesiden Kulturvereine und Gemeinden in Deutschland. Diese Vereine sind ein Ort für religiöse Feste, interreligiöse Dialoge mit anderen Glaubensgemeinschaften und Jesiden anderer Herkunftsländer. Darüber hinaus werden die Räumlichkeiten auch für die rituelle Waschung der verstorbenen Jesiden genutzt. Auch werden verschiedene Bildungsprogramme und Diskussionsveranstaltungen über die jesidische Religion, Tradition, Kultur und Geschichte angeboten, um das Jesidentum transparenter und verständlicher zu machen. Zudem publizieren einige Gemeinden auch ihre eigenen Zeitschriften auf Deutsch, Kurdisch oder Arabisch wie „Dengê Ezîdiyan“, „Roj“, „Lalish“  oder „Qandîl“.
Eines der wichtigsten Ziele der Vereine ist es, Kinder, Jugendliche und junge Erwachsene über ihre Kultur und Religion sowie die damit verbundenen Normen und Werte aufzuklären, denn Eltern finden oft keine passenden Antworten auf die religiösen Fragen ihrer Kinder. Außerdem versuchen die Kulturvereine zu verdeutlichen, wie sie ihre Religion und ihre jesidische Identität mit den europäischen Werten in Einklang bringen können. Die Föderation der Ezidischen Vereine in Deutschland ist die größte Organisation mit mehr als 15 Mitgliedsvereinen, in denen vor allem türkischstämmige Jesiden zusammenkommen.
Um die persönliche Auseinandersetzung mit der eigenen Religion zu fördern, fordern viele Jesiden die Verschriftlichung ihrer religiösen Lehren und kulturellen Riten. Zum einen soll dadurch das Jesidentum verständlicher werden und zum anderen hilft eine präsentable Theologie dabei, die eigene Religiosität und das damit verbundene Handeln zu legitimieren.
2007 wurde der Zentralrat der Yeziden in Deutschland (ZYD) gegründet, der sich die „Förderung und Pflege religiöser und kultureller Aufgaben der jesidischen Gemeinden“ und „die Vertretung der gemeinsamen politischen Interessen der jesidischen Gemeinschaft“ zum Ziel gesetzt hatte. Er ging 2017 im neugegründeten Zentralrat der Êzîden in Deutschland (ZÊD) auf.
Mitte 2009 gründete sich in Hannover aus dem Vorläufer Ezidisches Colloqium die Ezidische Akademie (EA) als Bildungseinrichtung. 2011 entstand die Gesellschaft für Christlich-Ezidische Zusammenarbeit in Wissenschaft und Forschung. 2012 wurde die Gesellschaft Ezidischer AkademikerInnen (GEA) mit Sitz in Essen gegründet, der weltweit größte jesidische Akademikerverband, wobei ein „zentrales Ziel des Vereins die grenzüberschreitende und interdisziplinäre wissenschaftliche Zusammenarbeit“ und die „Erforschung der Eziden und des Ezidentum“ ist.

## Bestattung und Grabkultur

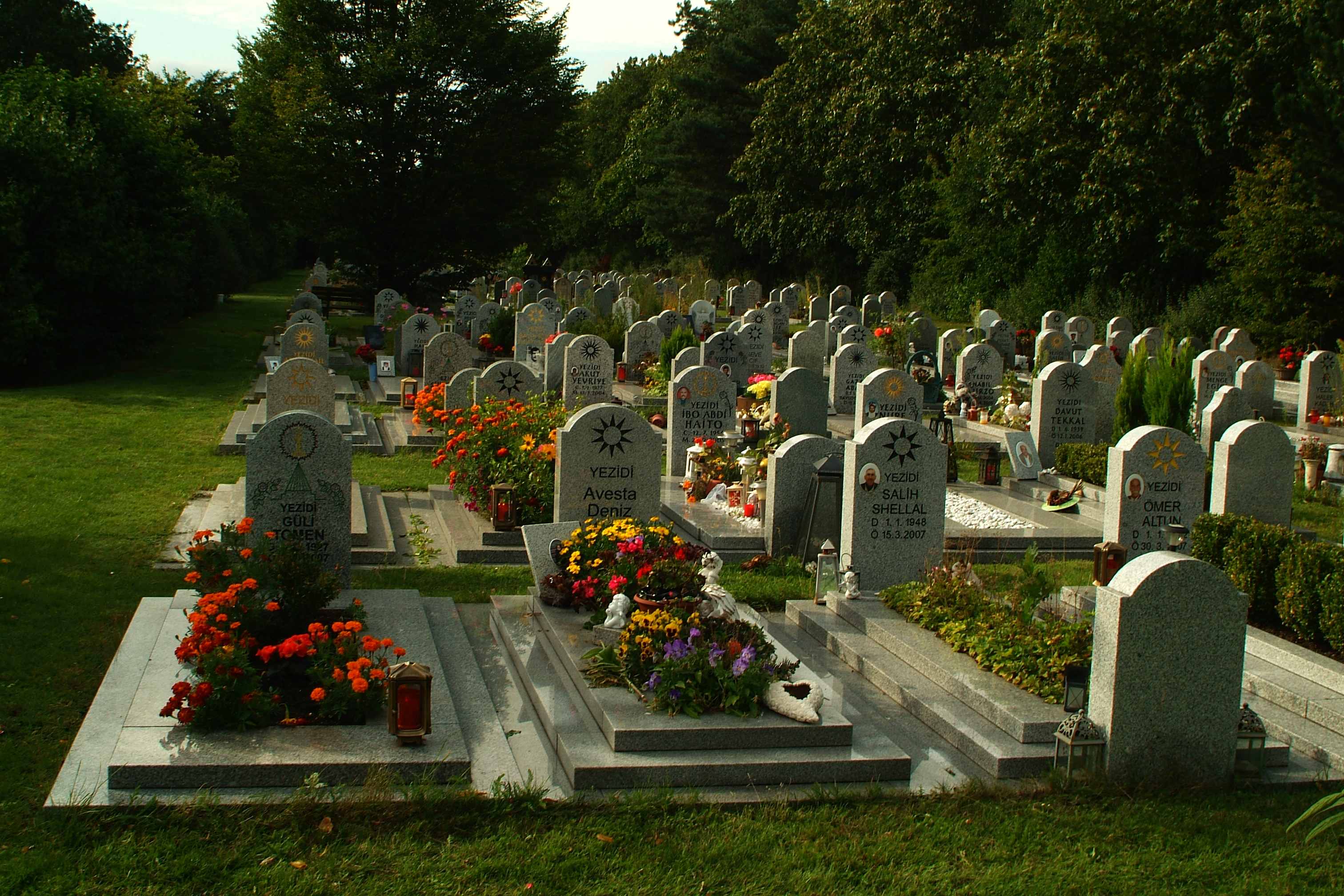
Jesidisches Gräberfeld in Hannover

Jesiden werden zusammen mit Angehörigen ihrer eigenen Religion beerdigt. Dabei sind einige Bräuche und Traditionen in Deutschland ohne Modifikationen nicht möglich. So ist beispielsweise die Bestattung am Tag des Todes, wie im Nahen Osten unter Jesiden üblich, schwer durchzuführen. Traditionell wird zum Beispiel der Verstorbene mit dem Gesicht nach Osten (Sonnenaufgang) beerdigt und sein Sarg direkt nach der Predigt in der Friedhofskapelle und am Grab dreimal hochgehoben. Das Hauptsymbol auf den Gräbern in Deutschland ist eine Sonne.
Auf verschiedenen deutschen Kommunalfriedhöfen gibt es mittlerweile spezielle Gräberfelder für verstorbene Jesiden. 1990 wurde auf dem Neuen Friedhof in Wesel das erste jesidische Gräberfeld errichtet. Obwohl in Celle die meisten Jesiden leben, haben sie dort kein eigenes Gräberfeld. Das größte Feld mit rund 200 Gräbern liegt in Hannover-Lahe. Weitere jesidische Gräberfelder befinden sich auf:
- dem Kommunalfriedhof in Emmerich am Rhein (seit 1990)
- dem Sennefriedhof in Bielefeld (seit 1994)
- dem Parkfriedhof in Oldenburg-Kreyenbrück (seit 1994)
- dem Hauptfriedhof in Bochum
- dem Städtischen Friedhof am Greversweg in Goch[37]
- dem Friedhof Ewiger Frieden in Herford (seit 2019)
- dem Südfriedhof in Minden

## Soziale Veränderungen in der Diaspora-Situation

### Stellung der Frau
In den Herkunftsländern waren jesidische Frauen gegenüber Männern nicht gleichgestellt. Diese Ungleichbehandlung ist vermutlich nicht religiös motiviert, sondern vielmehr in der traditionellen und orientalisch-patriarchalischen Kultur ihrer Heimatregionen begründet. Laut Savucu verweigern überwiegend Frauen der dritten und vierten Generation in Deutschland die in früheren Generationen üblichen Geschlechterrollen. Sie sind mit einer individualistischen Kultur sowie verschiedenen Bildungsmöglichkeiten aufgewachsen und leben daher mehr nach deutsch-europäischen als nach jesidischen Normen. Je länger Jesiden in Deutschland leben, wie die bereits in den 1970er Jahren eingewanderten Gastarbeiter, desto mehr orientieren sie sich an dem westlichen Modell der Gleichberechtigung zwischen Mann und Frau. Anders sieht es hingegen bei denjenigen Jesiden aus, die erst kürzlich aufgrund der Kriege im Irak und in Syrien nach Deutschland geflohen sind. Diese sind noch stark von ihrem patriarchalischen Modell geprägt. Auch das äußere Erscheinungsbild der jesidischen Frau hat sich in der europäischen Diaspora gewandelt. So trägt sie zum Beispiel ihre Haare offen oder lässt sie schneiden. Nach jesidischem Brauch lässt eine Frau ihre Haare nicht schneiden, außer im Falle eines Trauerfalles, erklärt Savucu.
Die Ethnologin Bânu Yalkut-Breddermann schreibt über die Arbeitsteilung zwischen Frauen und Männern:

„In der Migration hat sich die traditionelle Arbeitsteilung zwischen Frauen und Männern teilweise umgekehrt. Die Frauen hatten in der Diaspora in vielen Fällen bessere Chancen, Lohn und Arbeit zu finden (zumeist als Putzfrauen). Daher mußten ihre Männer zu Hause bleiben und sich um die Kinder kümmern. Die neue Arbeitsteilung von Frauen und Männern bewirkt eine zunehmende Beteiligung der Frauen an den Diskussionen, die auch die religiösen Fragen betreffen.“

### Heiratsvorschriften
Durch die strikten Heiratsvorschriften des jesidischen Glaubens und die modernen Einflüsse in der Diaspora entstehen zunehmend starke Spannungen, insbesondere zwischen jungen Frauen und den älteren Familienmitgliedern. Der traditionelle Brautpreis, der vor der Hochzeit durch die Familie des Mannes zu entrichten ist, beträgt in den deutschen Diasporagemeinden bis zu 70.000 Euro. In Deutschland wird der Erhebung eines Brautpreises durch die Familie der Braut die rechtliche Anerkennung insoweit versagt, als weder die Eheschließung von der Zahlung eines Brautpreises abhängig gemacht werden kann, noch ein solcher Brautpreis ein Trennungshindernis bildet. Auch bleibt Klagen auf nachträgliche Zahlung des Brautpreises oder auf Rückzahlung desselben bei gescheiterter Ehe wegen Verstoßes gegen die guten Sitten in der Regel der Erfolg versagt.
Ein wichtiges Thema ist auch das strikte Endogamiegebot, welches Jesiden verpflichtet, nur innerhalb ihrer Religionsgemeinschaft und innerhalb ihrer religiösen Kaste zu heiraten. Auch wenn heutzutage einige deutsche Jesiden diese Bräuche mittlerweile ablehnen, sind sie für den Großteil der jesidischen Gemeinde in der Diaspora noch sehr wichtig, um als Volksgruppe weiter existieren zu können, betonte das weltliche Oberhaupt der Jesiden Mir Tahsin Saied Beg in einem Interview.
Auch in Deutschland kam es unter Jesiden zu Fällen von Zwangsheirat (bei beiden Geschlechtern). Der Anteil von Jesidinnen an allen Frauen, die sich aufgrund einer bevorstehenden Zwangsheirat an Beratungseinrichtungen wandten, lag in einer Studie des Bundesministeriums für Familie, Senioren, Frauen und Jugend bei 9,5 %.
Oberhaupt Mir Tahsin Saied Beg kritisiert die Zwangsehe:

„Auch wenn die Zwangsheirat zur Seltenheit geworden ist, ist diese selbst bei Einzelfällen abzulehnen. Ich kann es nicht nachvollziehen. Esidische Jugendliche sollten stets aus Liebe zueinander heiraten, einen normale Ehe führen und somit einen esidischen Haushalt gründen. Zwangsehen haben keine Aussicht auf eine langfristige und glückliche Ehe, weshalb sie zum Scheitern verurteilt ist. Es ist absolut nicht akzeptabel.“

Öffentlich wurden Fälle von Blutrache zwischen verfeindeten Großfamilien sowie mutmaßliche Ehrenmorde; so wurde die Tötung der Jesidin Arzu Özmen im erstinstanzlichen Strafurteil gegen fünf ihrer Geschwister ausdrücklich als „Ehrenmord“ bezeichnet.

### Ehescheidungen
Ehescheidungen gelten bei Jesiden als Sünde. Seit den 1990er Jahren aber nimmt die Scheidungsrate auch bei ihnen zu. Viele dieser Ehen wurden oft nicht nach staatlichem Recht, sondern nur nach jesidischem Ritus abgeschlossen. Diese Eheform wird bei europäischen Jesiden immer weniger praktiziert.

### Rolle der jesidischen Geistlichen
Im Jesidentum sind die geistlichen Würdenträger für die Auslegung der mündlich überlieferten religiösen Texte zuständig. Jedoch leben heute einige von ihnen nicht mehr in Deutschland oder in den Herkunftsländern der Jesiden und könnten somit, zumindest nach Sicht einiger deutscher Jesiden, ihren religiösen Pflichten nicht mehr nachkommen. Dagegen ermöglicht Bildung sowie die Sozialisation in Deutschland den Jesiden, sich mit ihrer Religion und ihrer jesidischen Identität kritisch und reflektiert auseinanderzusetzen. Laut Savucu haben sich mittlerweile die meisten Würdenträger komplett aus der jesidischen Gemeinschaft zurückgezogen.

### Körperkultur und Kleidung
Nach alter jesidischer Gepflogenheit gilt der Oberlippenbart als Zeichen besonderer Frömmigkeit, Ehre und Männlichkeit. Heute hingegen pflegen jesidische Studenten und Jugendliche in Deutschland diesen Brauch kaum noch.
Ein weiteres Element der religiösen Tradition ist das Nicht-Tragen eines bestimmten blauen Farbtons, besonders in der Kleidung. Dieses Tabu hängt mit der Naturliebe der jesidischen Gesellschaft zusammen, bei der die Farbe Blau den Himmel symbolisiert. Demnach drückt das Meiden dieser Farbe den Respekt vor Gott aus. An diesen Brauch halten sich heutzutage die meisten Jesiden weder in Deutschland noch in Kurdistan.

### Zukunft des Jesidentums
Nach Angabe von Kreyenbroek identifizieren sich jüngere Jesiden heute mehr mit europäischen Werten und Denkweisen und betrachten das traditionelle Religionsverständnis als einschränkend und veraltet. Daher wenden sie sich immer mehr von ihrem jesidischen Glauben ab. Vielmehr streben sie ein individualistisch geprägtes Leben an. Diese Einstellung führt dazu, dass besonders die ältere Generation der Jesiden befürchtet, ihre Religion, Tradition und Kultur durch die gesellschaftlichen und modernen Einflüsse in Deutschland dauerhaft zu verlieren. Für die Zukunft wünscht sich Mir Tahsin Saied Beg, dass das Jesidentum in der Diaspora reformiert und die kurdische Sprache auch im Exil weiter gesprochen wird. Dadurch soll ein Identitätsverlust in Deutschland vermieden werden.
Auch der Politikwissenschaftler Thomas Schmidinger erwartet, nach dem Völkermord an den Jesiden im Jahr 2014 und der größeren Diaspora nach der Flucht, besonders nach Deutschland, eine Veränderung der Religion. Er vergleicht dies religionswissenschaftlich mit dem Judentum nach der Zerstörung vom Zweiten Jerusalemer Tempel durch die Römer, wo sich in der weiteren Folge die Religion in der europäischen Diaspora stark verändert hat. Er verweist in einem Interview 2024 mit der Frankfurter Rundschau etwa auf eine mögliche Weiterentwicklung der bislang strikten Heiratsvorschriften der Jesiden. Der Genozid habe die jesidische Identität und Bindungen zu Traditionen im Irak dagegen verstärkt. Nach seiner Einschätzung ist ein eigener Staat in der ursprünglichen Heimatregion unrealistisch, wobei eine autonome Region oder eine gewisse Selbstverwaltung durchaus realistisch sein könnte.

## Auseinandersetzung mit Islamisten
Im August 2014 kam es in Herford (Nordrhein-Westfalen) zu Auseinandersetzungen zwischen Jesiden und Islamisten. Anlass war eine Plakataktion für eine Protestdemonstration hier lebender Jesiden gegen die Verfolgung durch die IS-Terrorgruppe im Irak. Die beiden Gruppen traten nach einer ersten spontanen Auseinandersetzung bewaffnet und zu Hunderten auf und mussten durch mehrere Hundertschaften der Polizei getrennt werden.

## Bekannte Jesiden in Deutschland
- Kira Alin, Journalistin und Moderatorin
- Mustafa Alin, Schauspieler, der seit 2011 in der Seifenoper Gute Zeiten, schlechte Zeiten mitspielt[55]
- Ali Atalan, Abgeordneter der Fraktion der Linken im Landtag von Nordrhein-Westfalen von 2010 bis 2012
- Deniz Kadah, Fußballspieler, der in Deutschland aufwuchs und in der deutschen Fußball-Bundesliga spielte
- Jan İlhan Kızılhan, Psychologe, Autor und Herausgeber
- Nadia Murad, Menschenrechtsaktivistin und Trägerin des Friedensnobelpreises 2018
- Ronya Othmann, Schriftstellerin und Journalistin
- Qasim Şeşo, floh mit seiner Familie 1990 nach Deutschland, kehrte 2003 zurück in den Irak, gründete 2014 die Bürgerwehr Hêza Parastina Şingal („Verteidigungskraft Sindschar“)
- Sefik Tagay, Hochschullehrer, Psychotraumatologe, Vorsitzender der Gesellschaft Ezidischer AkademikerInnen
- Düzen Tekkal, Fernsehjournalistin
- Cindi Tuncel, seit 2011 Abgeordneter in der Bremischen Bürgerschaft (Die Linke)
- Feleknas Uca, vertrat von 1999 bis 2009 die politische Partei Die Linke im Europaparlament
- Deniz Undav, Fußballspieler der deutschen Nationalmannschaft, der beim VfB Stuttgart unter Vertrag steht